# SDR SDRAM

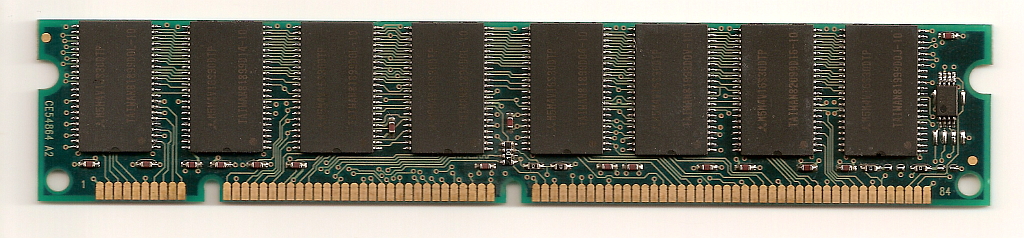
Moduł 168-pinowy DIMM z ośmioma układami pamięci SDR SDRAM. Moduły takie, ze względu na fakt, że składały się z pamięci SDR, potocznie nazywano SDRAM. Charakterystyczne dwa nacięcia pozwalają odróżnić je od innych modułów typu DIMM oraz zapobiegają omyłkowemu zamontowaniu modułu w złączu innego typu.

SDR SDRAM (ang. Single Data Rate Synchronous Dynamic Random Access Memory) - chronologicznie i technologicznie najwcześniejsza odmiana pamięci SDRAM. Przedrostek SDR (Single Data Rate) oznacza, że dane przesyłane są przy każdym narastającym zboczu sygnału zegarowego (w odróżnieniu od DDR w których przesył danych odbywa się w trakcie (lub zaraz po) narastania i opadania zbocza sygnału zegarowego). 
Pamięci te wprowadzono do sprzedaży pod koniec 1996 roku. Klasyfikowane są w zależności od maksymalnej częstotliwości taktowania. Typowe wartości to:
- SDR-66 (PC-500): częstotliwość 66 MHz, przepustowość 533 MB/s, czas dostępu 15-12 ns (wprowadzone do sprzedaży w 1997 roku)
- SDR-100 (PC-800): częstotliwość 100 MHz, przepustowość 800 MB/s, czas dostępu 10-8 ns (wprowadzone do sprzedaży w 1998 roku)
- SDR-133 (PC-1100): częstotliwość 133 MHz, przepustowość 1067 MB/s, czas dostępu 7,5 ns (wprowadzone do sprzedaży w 1999 roku)

Dostępne były również pamięci o czasie dostępu 6 ns, co w praktyce pozwalało na przetaktowywanie do 166 MHz, modułów sprzedawanych jako wolniejsze. Nazewnictwo jest tu inne niż w przypadku poprzedzających je pamięci FPM i EDO, gdzie prędkości określano w nanosekundach. Stało się tak, ponieważ moduły SDRAM mogą pracować z różnymi częstotliwościami i to dlatego informacja o częstotliwości jest istotniejsza. Jeżeli chcemy poznać wyrażoną w nanosekundach prędkość modułu działającego z określoną częstotliwością, musimy tylko wyznaczyć jej odwrotność, np. 100 MHz to 100 milionów transakcji na sekundę, czyli jedna transakcja na 10 ns. W dobrych modułach stosowano pamięci o szybszym czasie dostępu (np. 8 ns w PC100), co niekiedy okazywało się niezbędne dla zachowania stabilności, gdy jakość innych komponentów nie była optymalna. Kolejnym istotnym parametrem podawanym w przypadku SDRAM jest CAS latency (typowa wartość dla SDR SDRAM wynosiła 2 lub 3). Produkowane były moduły o pojemnościach: 16, 32, 64, 128, 256 i 512 MB. Produkcja została zaprzestana z powodu pojawienia się w 2000 roku wydajniejszych pamięci DDR SDRAM. Przed pojawieniem się pamięci typu DDR SDRAM, pamięć SDR SDRAM nazywano SDRAM (pomijając przedrostek SDR), ponieważ był to jedyny reprezentant tej technologii na rynku.